# Langenbach (Nümbrecht)
Langenbach ist ein Ortsteil von Nümbrecht im Oberbergischen Kreis im südlichen Nordrhein-Westfalen innerhalb des Regierungsbezirks Köln.

## Lage und Beschreibung
Der Ort liegt zwischen Nümbrecht im Norden und Berkenroth im Süden. Der Ort liegt in Luftlinie rund 3,5 km südlich vom Ortszentrum von Nümbrecht entfernt.

## Geschichte
1448 wurde Langenbach erstmals urkundlich erwähnt und zwar in einer Rechnung des Rentmeisters Johann van Flamersfelt.

## Bilder

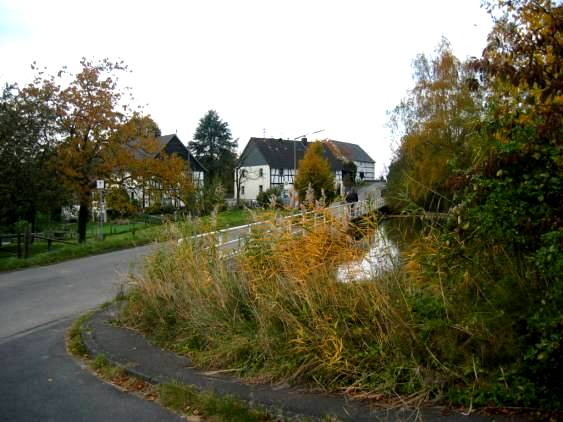
Langenbach
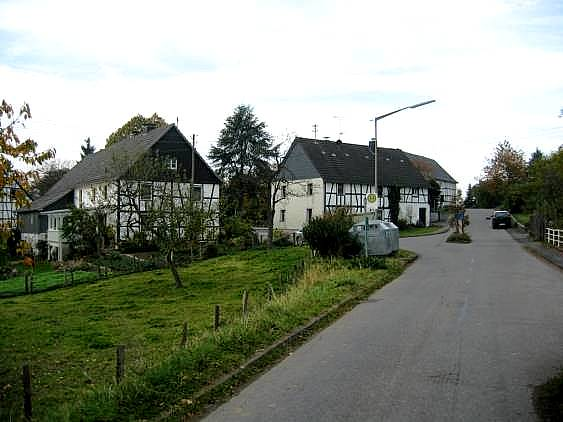
Langenbach

## Freizeit
Der Fahrradrundkurs Fachwerkroute, der an zahlreichen guterhaltenen und renovierten Fachwerkhäusern entlangführt, durchquert Langenbach.
Ausgangspunkt Nümbrecht
| Routen-Name   | Wegzeichen | Fahrstrecke | Weglänge |
| ------------- | ---------- | --- | -------- |
| Fachwerkroute |            | Nümbrecht – Marienberghausen – Lindscheid – Benroth – Langenbach – Berkenroth – Gut Rottland – Richtung Wirtenbach – Bruch | 40 km    |

## Bürgerbus
In Langenbach gibt es eine Haltestelle des Bürgerbusses der Gemeinde Nümbrecht auf der Strecke Geringhauser Mühle.
- Geringhauser Mühle-Buch – Haan – Hömel – Wirtenbach
- Geringhausen – Nippes – Nümbrecht/Busbahnhof